# Philomeces albicrus
Philomeces albicrus là một loài bọ cánh cứng trong họ Cerambycidae.